# Diocesi di Nha Trang
La diocesi di Nha Trang (in latino: Dioecesis Nhatrangensis) è una sede della Chiesa cattolica in Vietnam suffraganea dell'arcidiocesi di Huê. Nel 2021 contava 228.600 battezzati su 1.931.140 abitanti. È retta dal vescovo Joseph Huỳnh Văn Sỹ.

## Territorio
La diocesi comprende le province di Ninh Thuan e di Khanh Hoa
Sede vescovile è la città di Nha Trang, dove si trova la cattedrale di Cristo Re.
Il territorio è suddiviso in 116 parrocchie.

## Storia
Il vicariato apostolico di Nha Trang fu eretto il 5 luglio 1957 con la bolla Crescit laetissimo di papa Pio XII, ricavandone il territorio dai vicariati apostolici di Quy Nhơn (oggi diocesi) e di Saigon (oggi arcidiocesi di Hô Chí Minh).
Il 24 novembre 1960 il vicariato apostolico è stato elevato a diocesi con la bolla Venerabilium Nostrorum di papa Giovanni XXIII.
Il 30 gennaio 1975 ha ceduto una porzione del suo territorio a vantaggio dell'erezione della diocesi di Phan Thiết.

## Cronotassi dei vescovi
Si omettono i periodi di sede vacante non superiori ai 2 anni o non storicamente accertati.
- Raymond-Marie-Marcel Piquet, M.E.P. † (5 luglio 1957 - 3 luglio 1966 deceduto)
- François-Xavier Nguyễn Văn Thuận † (13 aprile 1967 - 24 aprile 1975 nominato arcivescovo coadiutore di Saigon[1])
- Paul Nguyễn Văn Hòa † (25 aprile 1975 - 4 dicembre 2009 ritirato)
- Joseph Võ Đức Minh (4 dicembre 2009 succeduto - 23 luglio 2022 ritirato)[2]
- Joseph Huỳnh Văn Sỹ, dal 1º maggio 2023

## Statistiche
La diocesi nel 2021 su una popolazione di 1.931.140 persone contava 228.600 battezzati, corrispondenti all'11,8% del totale.
| anno | popolazione | popolazione | popolazione | presbiteri | presbiteri | presbiteri | presbiteri                | diaconi | religiosi | religiosi | parrocchie |
| anno | battezzati  | totale      | %           | numero     | secolari   | regolari   | battezzati per presbitero | diaconi | uomini    | donne     | parrocchie |
| ---- | ----------- | ----------- | ----------- | ---------- | ---------- | ---------- | ------------------------- | ------- | --------- | --------- | ---------- |
| 1970 | 130.180     | 1.158.000   | 11,2        | 154        | 136        | 18         | 845                       |         | 150       | 200       |            |
| 1980 | 102.893     | 709.480     | 14,5        | 82         | 75         | 7          | 1.254                     |         | 99        | 253       | 58         |
| 1990 | 128.082     | 1.551.988   | 8,3         | 79         | 56         | 23         | 1.621                     |         | 99        | 306       | 58         |
| 1999 | 160.131     | 1.500.000   | 10,7        | 125        | 95         | 30         | 1.281                     |         | 86        | 316       | 64         |
| 2000 | 163.803     | 1.534.310   | 10,7        | 126        | 93         | 33         | 1.300                     |         | 91        | 324       | 64         |
| 2001 | 169.369     | 1.565.400   | 10,8        | 129        | 91         | 38         | 1.312                     |         | 97        | 336       | 64         |
| 2002 | 175.942     | 1.579.039   | 11,1        | 130        | 92         | 38         | 1.353                     |         | 99        | 353       | 66         |
| 2003 | 180.616     | 1.612.000   | 11,2        | 130        | 90         | 40         | 1.389                     |         | 102       | 372       | 69         |
| 2004 | 185.064     | 1.564.400   | 11,8        | 144        | 98         | 46         | 1.285                     |         | 102       | 363       | 69         |
| 2013 | 200.385     | 1.786.000   | 11,2        | 191        | 145        | 46         | 1.049                     |         | 120       | 632       | 90         |
| 2016 | 210.710     | 1.805.727   | 11,7        | 219        | 161        | 58         | 962                       |         | 161       | 699       | 95         |
| 2019 | 222.000     | 1.874.969   | 11,8        | 265        | 200        | 65         | 837                       |         | 168       | 840       | 112        |
| 2021 | 228.600     | 1.931.140   | 11,8        | 266        | 197        | 69         | 859                       |         | 164       | 860       | 116        |